# Vạn thọ
Vạn thọ (danh pháp khoa học: Tagetes erecta) là một loài thực vật có hoa trong họ Cúc. Loài này được Carl von Linné miêu tả khoa học đầu tiên năm 1753.